# Satank

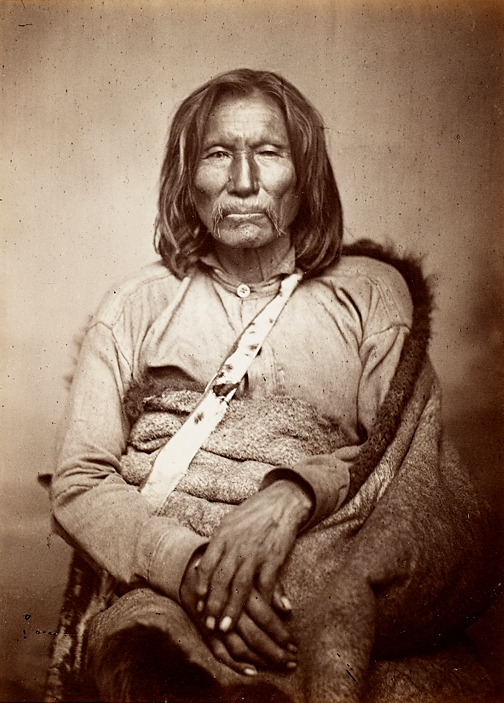
Satank fotograferad kort före sin död 1871 av William S. Soule

Satank, egentligen Setangia (”Sittande björn”), född omkring 1800-1810, död 8 juni 1871, var kiowaindianernas krigshövding och ledande medlem i Kaitsenko (”de verkliga hundarna”), kiowaernas främsta krigarsällskap vars medlemsantal var begränsat till tio krigare. Enligt vissa källor var han också medicinman men den uppgiftens trovärdighet är tveksam. Satank var till en fjärdedel sarsi och hade troligen också en del spanska anor.
Man vet inte när Satank föddes men han framträder för första gången i historien 1837 som en av kiowaernas fredsförhandlare när de sluter fred med cheyennerna., vilket indikerar att han redan då hade en ledande ställning i stammen och bör ha varit åtminstone i 25-årsåldern. Vid tillfället utväxlades sedvanliga fredsgåvor och Satank gav då cheyennerna 250 hästar.
Satank blev känd för en större allmänhet i USA när han 27 juli 1853 på kiowaernas vägnar vid Fort Atkinson, Kansas, undertecknade det fredsavtal med USA som gav dess medborgare rätten att passera indianområdet längs Santa Fe Trail på väg till och från Texas och Mexiko. Åren därefter blev han omtalad för talrika häststölds- och kidnappningsräder till Mexiko som under 1850-talet nästan tömde den nordmexikanska landsbygden på dess befolkning, då dessa flydde kiowaterrorn in i städerna.
Satank kom så småningom på kollisionskurs även med USA. Det fleråriga krigstillstånd som utbröt efter Massakern vid Sand Creek föregicks av en incident vid Fort Larned i Kansas sommaren 1864. En grupp kiowaer hade slagit läger intill fortet. Satank och en kusin till honom red för nära fortet och varnades av en vaktpost som lyfte sitt gevär och hotade skjuta. Satank avlossade då snabbt en pil som genomborrade vaktposten. En annan kiowakrigare sköt också mot vaktposten med revolver och ett tumult utbröt, varvid de vitas hästar satte av i sken ut på prärien. Kiowaerna lämnade snabbt platsen utan att någon försökte förfölja dem.
Efter denna händelse blev det snart känt att pilen avlossats av kiowaernas krigshövding Satank. De följande åren skapade han än mer rubriker i pressen, varav många handalde om kiowaernas många räder in i Texas. Under en sådan räd 1870 blev Satanks äldste son, med samma namn, dödad. Satank den yngre hade varit stammens tonkyopde (”pipbärare”), vilket förutom innehavet av pipan innebar att han red främst av alla på krigståg och följaktligen också var den förste måltavlan vid ett sådant bakhåll som blev hans död. Satank ledde själv nästa räd in i Texas för att hämta hem sin sons kvarlevor. På väg hem med sonens ben dödade och skalperade han en vit jägare som av en slump råkade komma i vägen för kiowaerna.
Ett avbrott i krigstillståndet inträffade 21 oktober 1867, då den gamle krigshövdingen Satank, tillsammans med en yngre, Satanta, undertecknade fredsavtalet vid Medicine Lodge, enligt vilket kiowaerna förvisades till ett reservat i Indian Territory där de förväntades slå sig ner på mark hyrd för ändamålet av de redan dit tvångsföflyttade choctaw- och chickasaw-indianerna. Freden blev kortvarig, redan i januari 1868 bröt kriget ut igen och 25 texasbor dödades i en kidnappningsräd med tragiskt facit. Samtliga 14 barn som vid tillfället kidnappades av indianerna frös ihjäl i en snöstorm. Indianerna kunde dock inte identifieras och Satank förnekade senare all kännedom om denna aktion.
Anfallen fortsatte i mer än ett år och något senare under våren 1868 observerades en större kontingent kiowakrigare under den nye krigsledaren Satantas ledning i ett krigståg, förutom kiowaerna bestående av ett stort antal Comancher från Kotsoteka- och Nokoni-banden.
Efter drygt ett års stridigheter offentliggjordes officiella siffror enligt vilka 399 vita i det aktuella området hade dödats av indianer från 1 januari 1868 till 9 februari 1869 och totalsiffran för åren 1862-67 uppgavs samtidigt till ”minst” 800. USA:s officiella uppfattning var att för åtminstone åren 1862-67 måste Satank anses som huvudansvarig för de flesta av dessa dödsfall, även om det verkade som om Satanta därefter tagit över hans roll som krigsledare. I början av 1870 observerades dock att ett stort kiowakrigståg leddes av Mamante som därefter dök upp som ledare för ett flertal anfall. Ett av dessa ledde till att tre kiowaledare, däribland Satank, tillfångatogs 23 maj 1871 när de kom till indianreservatet vid Fort Sill i tron att general Sherman ville förhandla med dem.
När fångarna transporterades i två vagnar till Fort Richardson för att där invänta en rättegång i Jacksboro pekade Satank, som var ensam fånge i sin vagn, på ett träd vid vägen och ropade på kiowaspråket till sina stamfränder i den andra vagnen: ”längre än till det trädet följer jag inte med”. Det visade sig efteråt att han hade lyckats dra av sig handbojorna på den ena handleden trots att det mesta av skinnet följde med. Därefter började Satank sjunga kaitsenkornas dödssång medan han lirkade fram en kniv som han lyckats dölja i sina kläder. Vakten på hans vagn blev totalt överraskad när Satank plötsligt kastade sig över honom och högg kniven i hans mage. Enligt vissa uppgifter fick vakten endast en liten skråma, enligt andra ett djupt sår, men han överlevde i vilket fall som helst genom att släppa sitt gevär och kasta sig ur vagnen. Satank ryckte till sig vaktens gevär men innan han hann avfyra det blev han nerskjuten av de andra vakterna. Han avled efter en dryg timme av skottskadorna. Vakterna slängde hans lik i ett dike och fortsatte färden mot Fort Richardson med de övriga fångarna.
Den i vissa böcker förekommande uppgiften att en tonkawaspejare i USA:s armé, som eskorterade fångtransporten, skulle ha skalperat den döde Satank är felaktig och bygger ytterst på Robert Goldthwaite Carters skrift Massacre of Salt Creek and the Cow-Boy's verdict (Washington 1919) där uppgiften om skalperingen förekommer för första gången, 48 år efter händelseförloppet.